# Bruno Zorica Zulu
Bruno Zorica Zulu (Ivanić-Grad, 20. veljače 1952. – Ivanić-Grad, 24. siječnja 2024.) bio je umirovljeni zapovjednik Bojne Frankopan Hrvatske vojske. 
Bruno Zorica sudjelovao je s ostalim Hrvatima – legionarima u stvaranju specijalnih postrojbi buduće Hrvatske vojske koje su bile udarna igla za mnoge pozadinske akcije hrvatskih postrojbi.
U Francuskoj je kao legionar bio sve do početka Domovinskog rata.
Nakon dolaska u Hrvatsku hrvatski su pripadnici Legije stranaca u Kumrovcu odmah počeli osnivati prve specijalne postrojbe Glavnog stožera Hrvatske vojske. Formirali su Centar za commando obuku u šumi Žutica kod Ivanić-Grada. 
Specijalna postrojba Glavnog stožera – Bojna Frankopan utemeljena je službeno 1. kolovoza 1991.  Jezgru bojne činili su Hrvati iz francuske Legije stranaca koji su postali njezini zapovjednici i instruktori, pa je i obuka bila organizirana po uzoru na Legiju stranaca.